# 阿邦当
阿邦当（法語：Abondant，法語發音：[abɔ̃dɑ̃] ⓘ）是法国厄尔-卢瓦省的一个市镇，属于德勒区。

## 地理
阿邦当（48°47'5"N, 1°26'21"E）面积34.8 平方千米，位于法国中央-卢瓦尔河谷大区厄尔-卢瓦省，该省份为法国北部内陆省份，北起顺时针与厄尔省、伊夫林省、埃松省、卢瓦雷省、卢瓦-谢尔省、萨尔特省和奧恩省接壤。
与阿邦当接壤的市镇（或旧市镇、城区）包括：索雷勒-穆塞勒、厄尔河畔马西伊、比镇、谢里西。

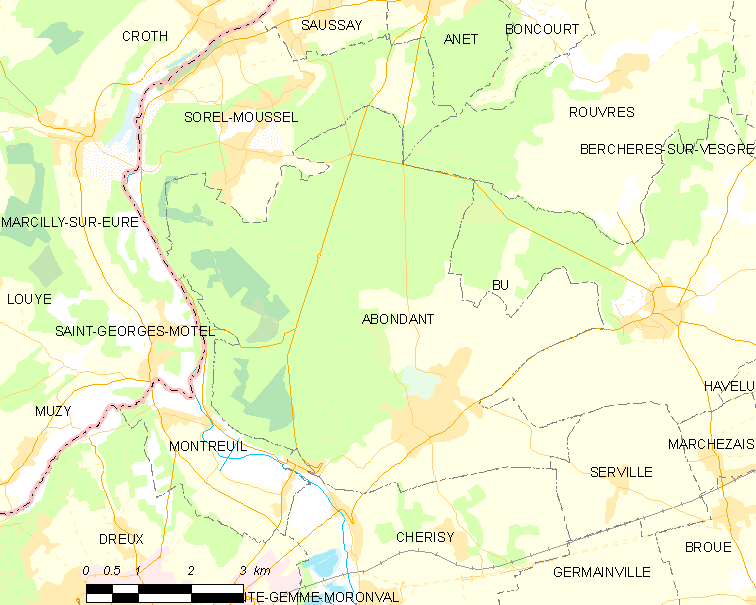
阿邦当的OSM定位图

阿邦当的时区为UTC+01:00、UTC+02:00（夏令时）。

## 行政
阿邦当的邮政编码为28410，INSEE市镇编码为28001。

## 政治
阿邦当所属的省级选区为阿内特县。

## 人口

1962-2008年间阿邦当人口变化图示

阿邦当于2022年1月1日时的人口数量为2446人。